# بطولة الأمم الخمس 1968
بطولة الأمم الخمسة 1968 (بالإيطالية: Cinque Nazioni 1968)‏ هو الموسم 74 من  بطولة الأمم الخمسة. كان عدد الأندية المشاركة فيه  5، وفاز فيه منتخب فرنسا الوطني لاتحاد الرغبي.